# Schlacht von Princeton
Lexington und Concord – Boston – Bunker Hill – Long Island – Kips Bay – Harlem Heights – Pell’s Point – Mamaroneck – White Plains – Fort Washington – Iron Works Hill – Trenton – Assunpink Creek – Princeton – Millstone
In der Schlacht von Princeton am 3. Januar 1777 während des Amerikanischen Unabhängigkeitskrieges wurden britische und hessische Truppen unter Oberstleutnant Charles Mawhood in Princeton (New Jersey) von amerikanischen Truppen der Kontinentalarmee unter General George Washington nach einem Überraschungsangriff geschlagen.

## Geschichte
Nach dem Sieg in Trenton am frühen Morgen des 26. Dezember entschied General Washington, die Briten in New Jersey anzugreifen, bevor er mit seinen Truppen in die Winterquartiere zurückkehren würde. Am 30. Dezember überquerte er den Delaware River zurück nach New Jersey.
Generalleutnant Charles Cornwallis ließ drei Regimenter der vierten Brigade mit 1.400 Mann als Rückendeckung unter dem Kommando von Oberstleutnant Mawhood in Princeton, als er am 2. Januar 1777 auf Befehl von General William Howe mit 6.000 Mann von Princeton nach Trenton marschierte, um an einem Gegenangriff teilzunehmen.
Wegen seiner Beweglichkeit konnte Washington den britischen Angriffen ausweichen und die Auseinandersetzungen verzögern. Er stationierte seine Truppen in einer vorteilhaften Stellung auf der Südseite in der Assunpink-Klamm und konnte mehrere Vorstöße der Briten zurückschlagen, die die Brücke einnehmen wollten. Als es dunkel wurde, entschied Cornwallis, die Entscheidungsschlacht auf den nächsten Tag zu verschieben, weil seine Truppen müde waren, um anderntags „den Fuchs in den Sack zu stecken“, wie er sagte. Bedenken seiner Offiziere, die Washingtons Fähigkeit, sich schnell zurückzuziehen, kannten, schlug er in den Wind.
Washington ließ einige Männer zurück, um die Lagerfeuer am Brennen zu halten und einigen Lärm zu verursachen, und brach mit seinen Truppen auf. Auf überfrorenen Wegen, die den Transport der Kanonen erlaubten, umging er die Briten südlich in Richtung Princeton.
Am 3. Januar kam es in Princeton zu mehreren Gefechten, wobei es Washington gelang, immer nur mit einem Teil der britischen Truppen kämpfen zu müssen. Den 7.000 Amerikanern standen jeweils nur 1.800 der 6.000 Briten und Hessen gegenüber. 86 Briten (darunter Hauptmann William Leslie) und mehr als 40 Amerikaner (darunter General Hugh Mercer) wurden getötet oder verwundet.
Die Siege in Trenton und Princeton steigerten die Moral der amerikanischen Truppen und animierten 8.000 neue Rekruten, zur Kontinentalarmee zu stoßen.